# 전상욱 (프로게이머)
전상욱 (全相昱, 1987년 2월 21일~ )은 대한민국의 전직 스타크래프트 프로게이머이다. midas[gm]이라는 아이디를 사용하며, 종족은 테란이다.
2009년 8월 말, FA를 선언하나 어느 팀에게도 입찰받지 못한다. 은퇴와 재계약의 기로에 선 시점에서, SK텔레콤 T1과의 재계약에 성공해 팀에 잔류하였지만 2009년 9월 8일, 위메이드 폭스로 이적하였다.
2011년 11월 은퇴를 선언하였고, 2012년 1월 3일 현역으로 입대하였다. 2013년 10월 2일 제대하였다.
은퇴 후 아프리카TV에서 Midas전상욱이라는 닉네임으로 스타크래프트 개인 방송을 하다가 그만두었다.

## 약력

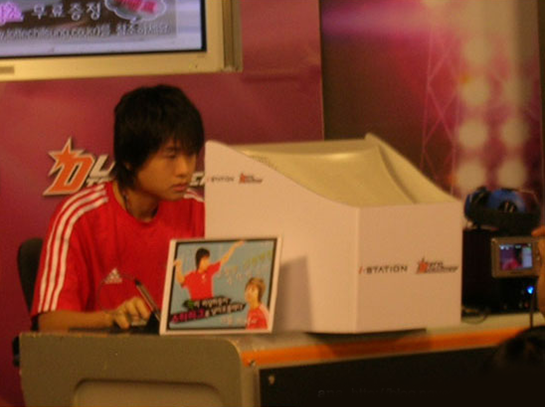
아이스테이션 듀얼토너먼트에 출전한 전상욱

2001년 《킹덤 언더 파이어》라는 게임으로 프로게임계에 데뷔하여, 온게임넷 주최의 킹덤 언더 파이어 3차와 4차리그를 우승했다. 그 후, 킹덤 언더 파이어 리그가 명맥을 잇지 못하자, 스타크래프트로 전향하여 서지훈의 발견으로 2003년 슈마 GO(현 하이트 엔투스)에 입단했다.
2003년 중반부터 2004년 2월까지 열린 온게임넷 네오위즈 피망 프로리그에서는, "어나더데이"라는 맵의 전담으로 나서 8승 무패를 거두며 소속팀(당시 슈마GO)의 우승을 이끌었다.
2005년 3월에는 같은 GO팀 소속이던 박태민과 함께 SK텔레콤 T1으로 이적했다.
2005년 눈부신 성장과 함께 토스전 승률 1위라는 대기록과 E스포츠 최고의 승률 상을 수상하여 2006년 프링글스 MSL 3위 신한은행스타리그 시즌 2 3위 와 T1의 광안리 오버 트리플 크라운의 주역 으로활동하여 전성기시절 마재윤의 유일한 대항마로 꼽히기도 했다.
SK텔레콤의 전성기를 주도한 선수 중 하나다.
이후 부진을 거듭하다가 2009년 9월 8일 위메이드 폭스로 이적했다. 이적 후 09-10 시즌 프로리그에서 신상문을 잡고 1년 3개월만에 승리를 거두었으며, MBC게임 서바이버 예선을 통과하고 스타리그 예선에서도 최종전에서 아쉽게 탈락하는 등 서서히 부활의 조짐을 보이고 있다.
2010 MSL 서바이버 토너먼트 시즌1에서 조일장, 신상문을 꺾고 8시즌 만에 MSL에 복귀하였고, 2010년 2월 21일 한상봉과 김명운을 선봉으로 나서서 2킬을 하는 등 서서히 전성기시절의 탄탄한 운영능력을 되찾아가고 있다.
하나대투증권 MSL 2010에서는 현존 최강의 테란으로 불리는 이영호와 이스트로의 저그라인의 한 축을 맡고 있는 김성대를 꺾고 16강에 진출했으며, 이후 프로리그에서의 2번의 경기도 모두 승리를 거뒀다. 그리고 MSL 16강에서는 허영무를 2:1로 꺾고 11시즌 만에 MSL 8강에 진출하며 부활의 불씨를 살리고 있다. 최근 MBC게임에서 열린 빅파일 MSL 에서도 박상우를 2번꺾고 2승1패로 조2위로 16강본선에 진출하였다.
최근 위메이드 폭스를 준PO에 진출하는 등 프로리그 09-10시즌 포스트시즌 3승 2패, 총 포스트시즌 10승3패로 여전히 원조 포스트시즌의 사나이 라는걸 증명했다
최근 열린 2011 MSL 서바이버 토너먼트에서 박재혁을 잡고 승자전에 진출하였으나 이영호 ,박재혁에게 연달아 2패하며 MSL 8회본선과 4회연속 진출은 좌절되었다.
2011년 8월 22일 위메이드 폭스가 해체되었고 타 팀과의 이적 협상에 실패하여 거취가 불분명해지자 2011년 11월 전상욱은 결국 은퇴를 선언하였다.
군제대후 2013년 12월부터 아프리카 방송을 시작하였다. 9차 소닉스타리그에 참여하였으나 32강에서 임진묵 선수에게 1승 2패하고 하늘선수에게 안타깝게 패해 16강 진출은 좌절되었다. 하지만 경기내용으로 봤을 때 결코 꿀리는 모습을 보이지 않아 비록 화려한 복귀에는 실패하였지만 예전 기량을 어느정도 회복한 모습을 보였다.

## 전성기 시절
전상욱의 전성기 시절은 2005~2006년 사이였다.
그 당시 전상욱은 2005년도 e스포츠 최고의 승률상 수상과 함께 대 프로토스전 승률 1위라는 기록으로 '프로토스 킬러'라고 불리었다.
2006년에 양대 개인리그(MSL, 스타리그) 4 WCG 국가대표 선발전 준우승, 그랜드파이널 3위라는 놀라운 성적을 기록하였으며 2006년도에 기본 연봉1억원+옵션 포합(3년동안)이라는 연봉을 받았으며 엄청난 명성을 끌어나갔다.
특히 2006년도 당시 프로리그에서는 1승 카드의 역할을 해 주었다.
통산전적 (11.7.6 기준)
|             | 경기 | 승-패   | 승률  |
| ----------- | ---- | ------- | ----- |
| 대 테란     | 203  | 113–90  | 55.7% |
| 대 저그     | 226  | 144–82  | 63.7% |
| 대 프로토스 | 205  | 120–85  | 58.5% |
| 총합        | 634  | 377–257 | 59.5% |

## 기타
경기가 끝난 후 인터뷰에서 "운이 좋았다"라는 말을 많이 하는 편이다.

## 수상 경력
- 2002년 온게임넷 킹덤 언더 파이어 4차리그 우승
- 2002년 온게임넷 킹덤 언더 파이어 5차리그 우승
- 2004년 8월 WCG2004 국가대표선발전 1위
- 2004년 9월 EVER 스타리그 16강
- 2004년 10월 WCG 2004 스타크래프트 준우승
- 2005년 2월 IOPS 스타리그 8강
- 2005년 6월 EVER 스타리그 2005 8강
- 2006년 3월 2005 대한민국 e스포츠대상 최고승률상
- 2006년 1월 2005~2006 신한은행 스타리그 8강
- 2006년 5월 2006 신한은행 스타리그 시즌 1 24강
- 2006년 6월 프링글스 MSL 시즌1 3위
- 2006년 8월 WCG 2006 국가대표선발전 2위
- 2006년 11월 신한은행 스타리그 시즌2 3위
- 2006년 10월 WCG 2006 스타크래프트 3위
- 2007년 5월 곰TV MSL 시즌 2 32강
- 2008년 10월 인크루트 스타리그 8강
- 2008년 11월 곰TV TG삼보-인텔 클래식 2008 시즌2 32강
- 2008년 12월 BATOO 스타리그 08~09 36강
- 2010년 4월 하나대투증권 MSL 2010 8강
- 2010년 7월 빅파일 MSL 2010 16강
- 2010년 12월 피디팝 MSL 2010 16강
- 2014년 1월 픽스 9차 소닉 스타리그 32강